# Crocidura gmelini
Crocidura gmelini (білозубка Гмеліна) — дрібний ссавець, вид роду білозубка (Crocidura) родини мідицеві (Soricidae) ряду мідицеподібні (Soriciformes).
Валідність скасована; таксон приєднано до Crocidura suaveolens

## Поширення
Країни поширення: Афганістан, Китай, Іран, Казахстан, Монголія, Пакистан, Туркменістан, Узбекистан. Степ і напівпустеля є середовищами проживання.